# Prix Bold Eagle
Prix Bold Eagle är ett travlopp för femåriga (hingstar och ston) som äger rum sista helgen i januari på Hippodrome de Vincennes i Paris i Frankrike. Det är ett Grupp 1-lopp. Loppet går av staplen samma tävlingsdag som Prix d'Amérique
Loppet körs över 2700 meter på stora banan på Vincennes, med voltstart. Den samlade prissumman är 300 000 euro, och 135 000 euro i första pris. För att få delta måste man ha sprungit in minst 38 000 euro. 
Loppet körs för att hedra Frankrikes vinstrikaste häst Bold Eagle.
Under samma tävlings dag avgörs loppet Prix Ourasi (Sulky World Cup 4 ans) som är motsvargheten för de fyraåriga hästarna.
Loppet kördes för första gången 2021 och vinnaren av loppet var Bold Eagles egen avkomma Aetos Kronos som tränas i Sverige av Jerry Riordan och kördes av Jean-Michel Bazire.

## Vinnare
| År   | Häst         | Far        | Kusk               | Tränare                 | Distans | Tid/km | Tvåa           | Trea         |
| ---- | ------------ | ---------- | ------------------ | ----------------------- | ------- | ------ | -------------- | ------------ |
| 2025 | Kokote       | Ready Cash | Mathieu Mottier    | Mathieu Mottier         | 2 700 m | 1'11"6 | East Asia      | Executiv Ek  |
| 2024 | Jushua Tree  | Bold Eagle | Jean-Michel Bazire | Jean-Michel Bazire      | 2 700 m | 1'12"3 | Dimitri Ferm   | Justin Bold  |
| 2023 | Cocco BFC    | Varenne    | Franck Ouvrie      | Vitale Ciotola          | 2 700 m | 1'12"0 | Cash Bank Bigi | Idylle Speed |
| 2022 | Havanaise    | Ricimer    | Franck Nivard      | François Pierre Bossuet | 2 700 m | 1'12"4 | Hooker Berry   | Helgafell    |
| 2021 | Aetos Kronos | Bold Eagle | Jean-Michel Bazire | Jerry Riordan           | 2 100 m | 1'11"8 | Gelati Cut     | Alrajah One  |